# Прва пловидба
Прва пловидба је први студијски албум српског рок бенда Галија.
На албуму се налазе хитови: Авантуриста, Госпи, и Децимен који су и данас слушани. Концерта промоција албума је одржана у августу 1979. године на великој Летњој позорници у Нишу.

## Списак песама
На албуму се налазе следеће песме:

## Чланови групе
- Ненад Милосављевић
- Предраг Милосављевић
- Горан Љубисављевић
- Предраг Бранковић
- Љубодраг Вукадиновић